# Fh (dwuznak)
Fh – niemy dwuznak składający się z liter F i H. Wykorzystywany jest w gramatyce języka irlandzkiego.

## Użycie

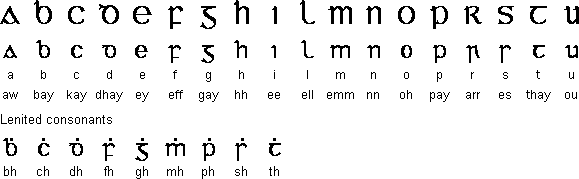
Alfabet irlandzki z dwuznakami zapisywanymi również pod postacią liter z kropką.

Występuje w języku irlandzkim do oznaczenia głoski niemej, zapisywany jest także pod postacią litery Ḟ (F z kropką). Dwuznak ten nie odpowiada żadnemu znakowi używanego w międzynarodowym alfabecie fonetycznym, więc najczęściej jest oznaczany symbolem zbioru pustego [∅], znaku tego nie należy mylić z samogłoską półprzymkniętą przednią zaokrągloną [ø], który posiada prawie identyczny wygląd.